# Олива (река)
Олива (Jumu d'Oliva на местен диалект) е река в Калабрия, Южна Италия. От южната страна на Тирен, в рамките на община Амантея (разделена за Фразиони Корека и Кампора Сан Джовани) в област Козенца, което дава името на цялата долина, през която тече (долината Оливо). Известно в хрониката от предполагаемото замърсяване на околната среда и „Джоль Росо“ през 1991 г., Великденски понеделник.

## Течението на реката
Речният басейн е разположен от тиренската страна на крайбрежния хребет и докосва планинските общини Малито, Лаго, Грималди, Айело Калабро и Сан Пиетро в Амантея, по-равнинната зона се намира изцяло на територията на Амантея. Общото му развитие е по посока североизток-югозапад и е ограничено на север от Монте Скудиеро (1295 м.), От Монте Мондия (644 м.) И от Монте Пелегрино (644 м.); на юг от Монте Санта Луцерна (1256 м.), от Монте Фаето (1103 м.) и от Монте Сант Анджело (778 м.) и от Коцо Карминеантонио (хълм Карминеантонио). Басейнът завършва най-плоското си развитие на територията на Кампора Сан Джовани. Анализирайки течението на реката, можете да видите гъста мрежа от водни потоци, които се вливат в основното корито: три вдясно и шест вляво, както и малки притоци, образувайки по този начин дендритна хидрографска система.